# Begonia incarnata
Espèce
Synonymes
- Begonia aucubifolia Klotzsch[1]
- Begonia ciliata Steud.[1]
- Begonia incarnata var. gracilis Maund[1]
- Begonia martiana Schltdl.[1]
- Begonia papillosa Graham[1]
- Begonia subpeltata Regel[1]
- Knesebeckia aucubifolia Klotzsch[1]
- Knesebeckia incarnata (Link & Otto) Klotzsch[1]
- Knesebeckia papillosa (Graham) Klotzsch[1]

Begonia incarnata est une espèce de plantes de la famille des Begoniaceae. Ce bégonia est originaire du Mexique. L'espèce fait partie de la section Knesebeckia. Elle a été décrite en 1828 par Heinrich Friedrich Link (1767-1851) et Christoph Friedrich Otto (1783-1856). L'épithète spécifique incarnata signifie « incarnat », couleur chair .

## Description

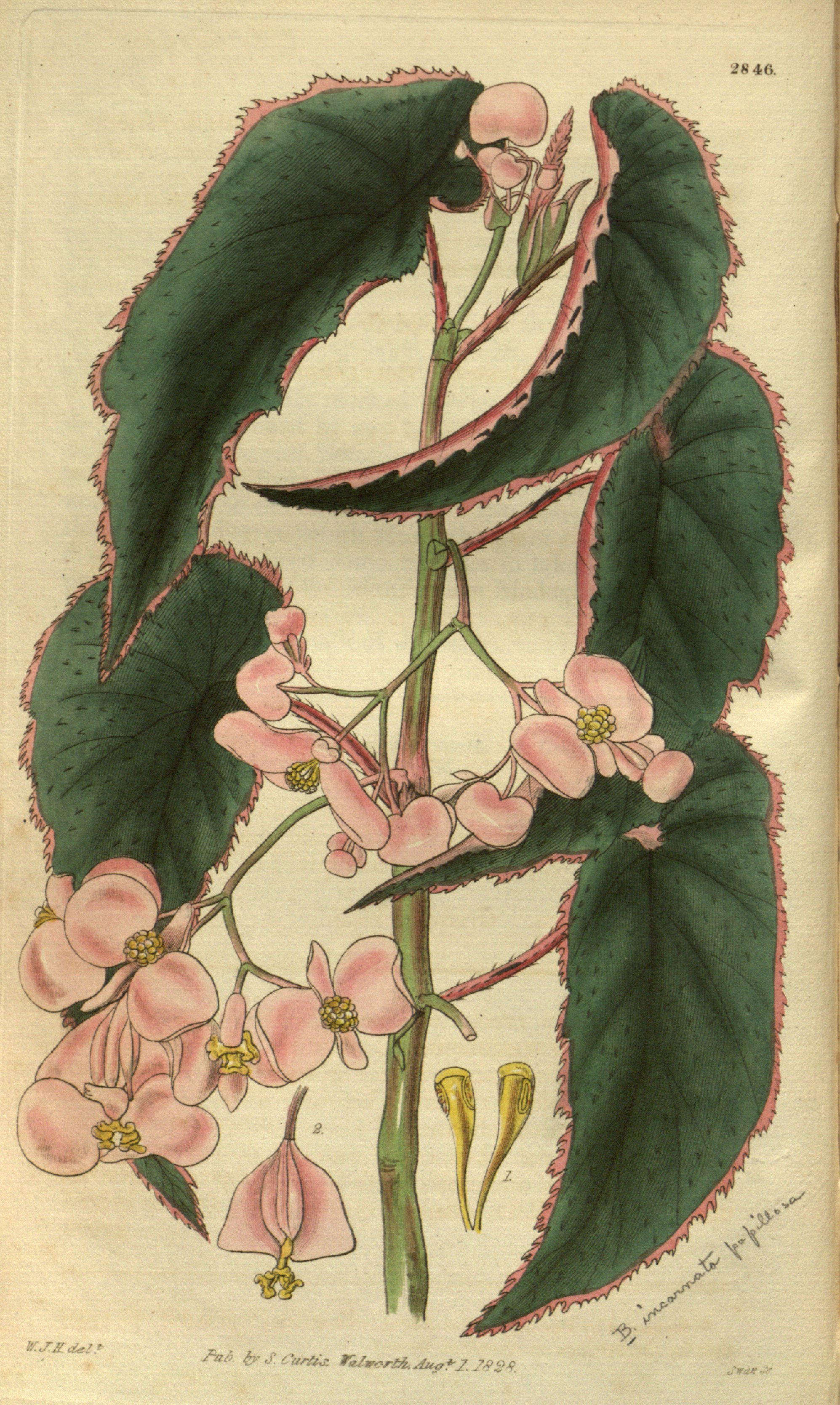
Planche botanique de 1828
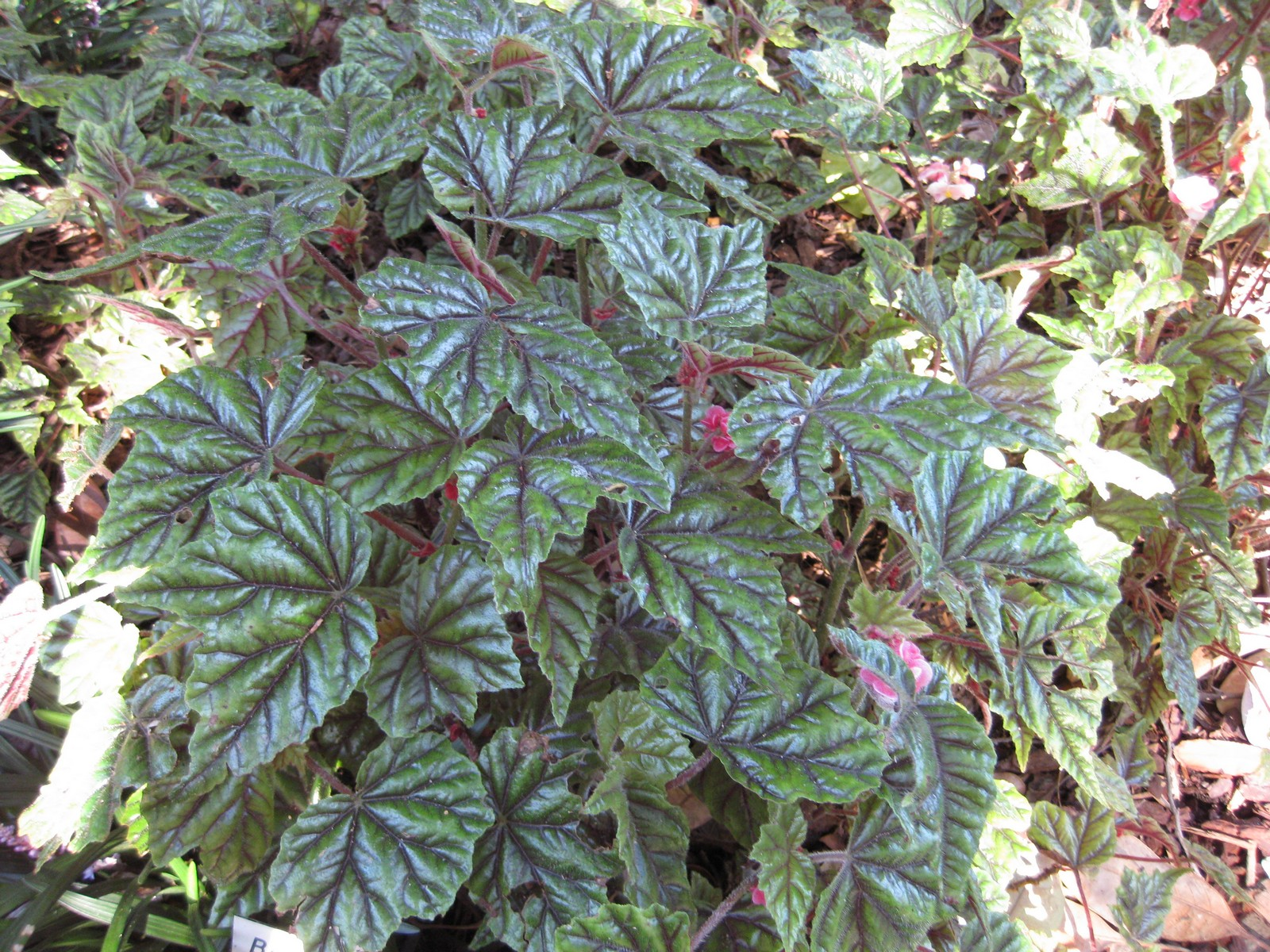
Vue d'ensemble (spécimen cultivé)
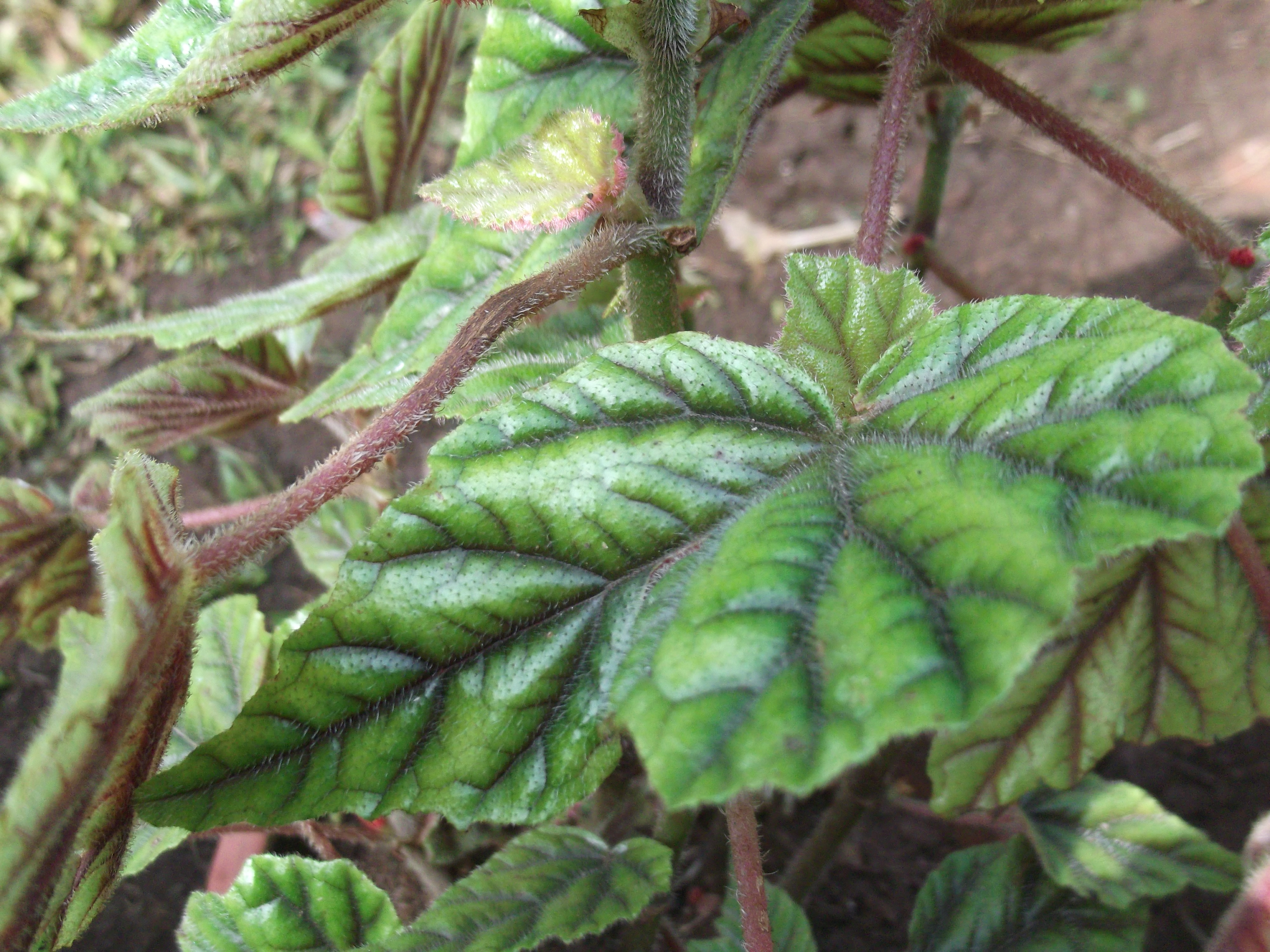
Détail des feuilles et tiges (spécimen cultivé)
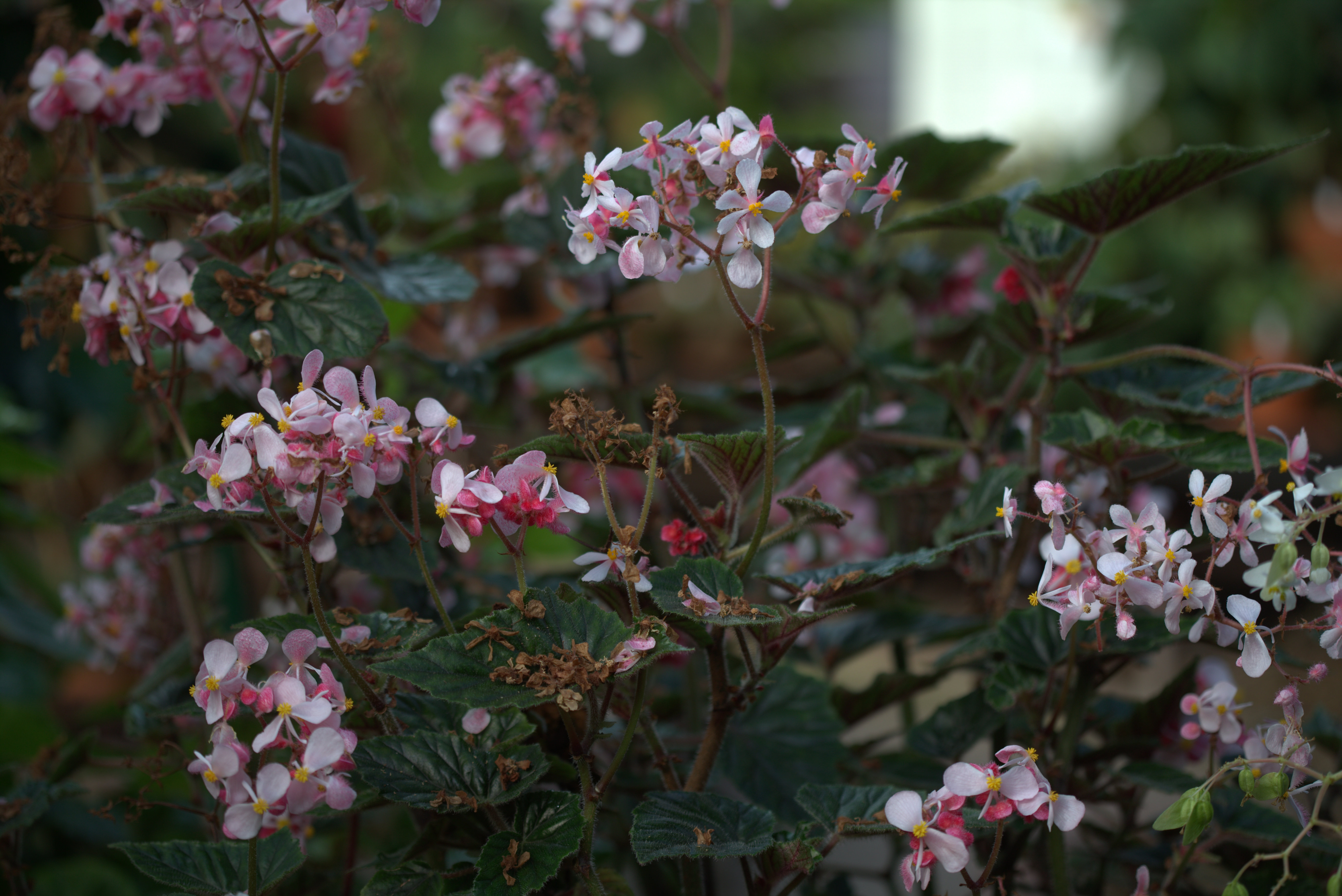
Floraison (spécimen cultivé)
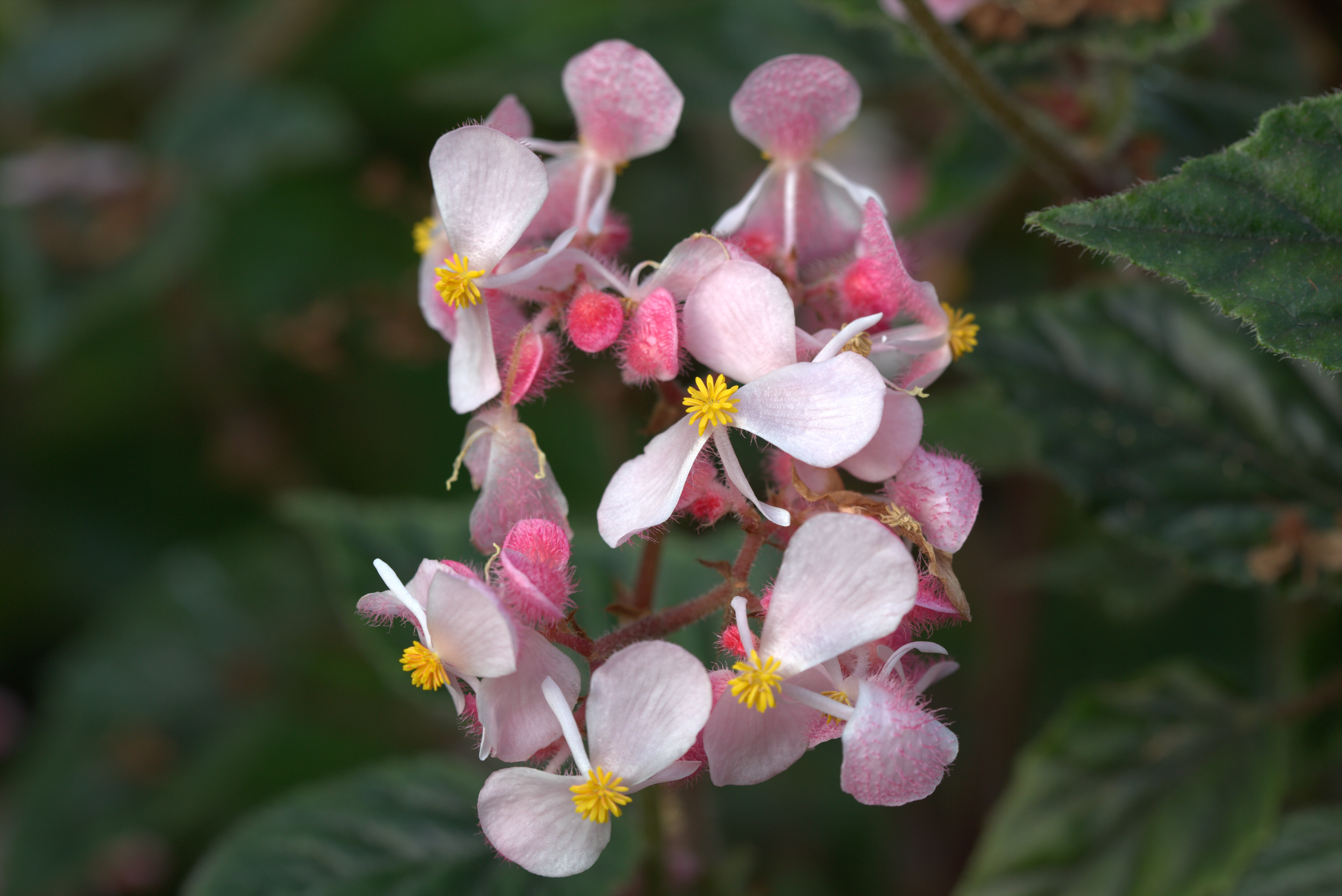
inflorescence mâle (spécimen cultivé)
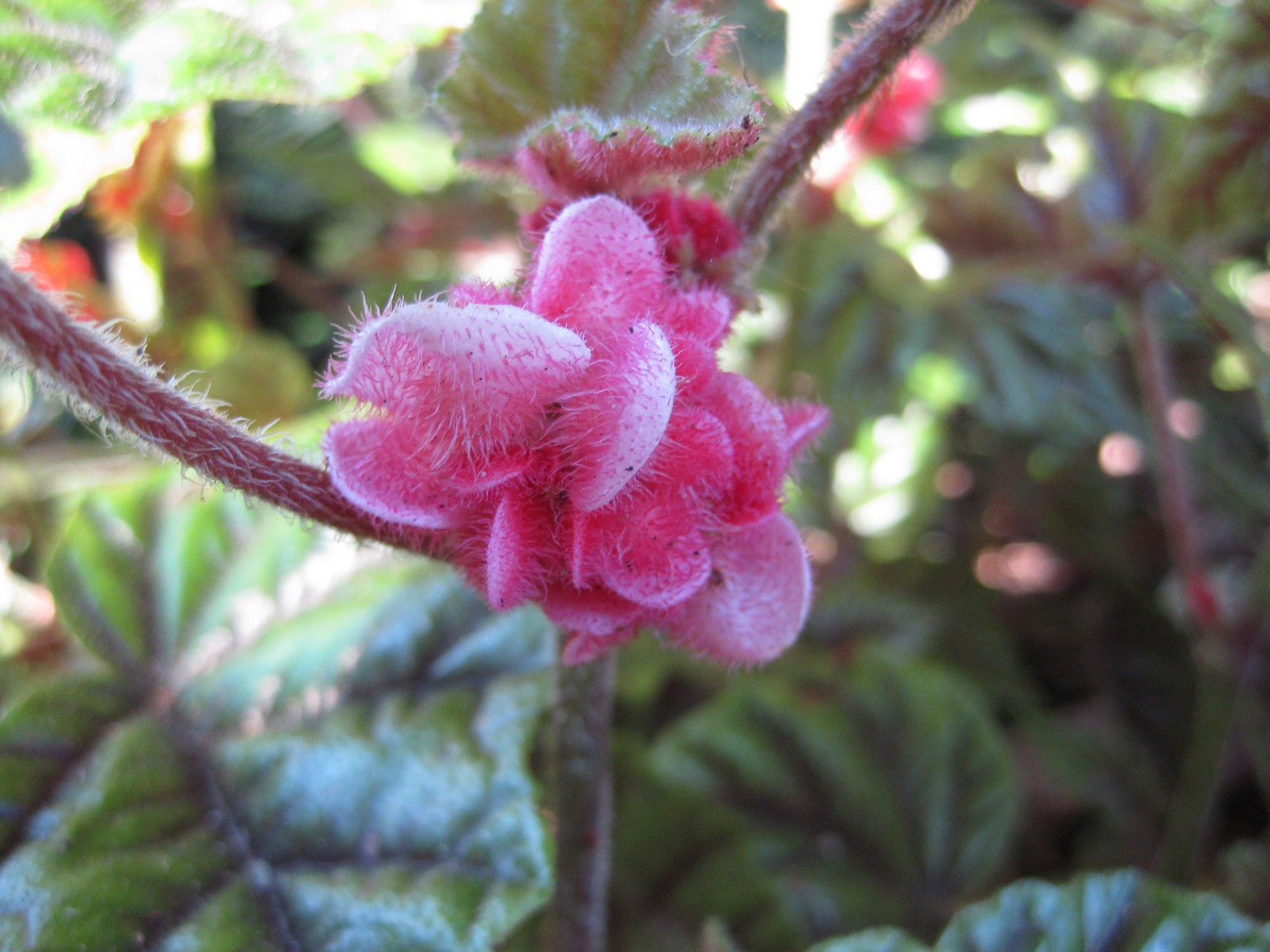
Détail des boutons floraux (spécimen cultivé)

## Répartition géographique
Cette espèce est originaire du pays suivant : Mexique.

## Liste des variétés
Selon Tropicos (7 février 2017) (Attention liste brute contenant possiblement des synonymes) :
- variété Begonia incarnata var. gracilis Maund
- variété Begonia incarnata var. incarnata
- variété Begonia incarnata var. papillosa A. DC.